# 陳同禮
陳同禮（?—?），安徽省安慶府懷寧縣人，清朝政治人物、進士出身。
光緒九年（1883年），参加癸未科殿試，登進士二甲45名。同年五月，改翰林院庶吉士。光緒十二年四月，散館，授翰林院編修。